# Việt Yên
Việt Yên is een district in de Vietnamese provincie Bắc Giang. Het ligt in het noordoosten van Vietnam. Het noordoosten van Vietnam wordt ook wel Vùng Đông Bắc genoemd. Bích Động is de hoofdplaats van het district.

## Administratieve eenheden
- Thị trấn Bích Động
- Thị trấn Nếnh
- Xã Bích Sơn
- Xã Hoàng Ninh
- Xã Hồng Thái
- Xã Hương Mai
- Xã Minh Đức
- Xã Nghĩa Trung
- Xã Ninh Sơn
- Xã Quang Châu
- Xã Quảng Minh
- Xã Tăng Tiến
- Xã Thượng Lan
- Xã Tiên Sơn
- Xã Trung Sơn
- Xã Tự Lạn
- Xã Vân Hà
- Xã Vân Trung
- Xã Việt Tiến